# Giovanni Bragolin
Giovanni Bragolin (né à Venise le 15 janvier 1911 et mort à Padoue le 22 septembre 1981), populairement connu comme Bragolin, et également connu comme Bruno Amadio, Franchot Séville, Angelo Bragolin et Giovanni Bragolin, est le créateur de la série de peintures connues comme Le Garçon qui pleure.

## Biographie
Bragolin est un peintre de formation universitaire , travaillant avant la Seconde Guerre mondiale à Venise en tant que peintre et restaurateur, produisant des peintures de « Garçon qui pleure » pour les touristes. Au moins 27 de ces peintures ont été faites sous le nom de Bragolin, des reproductions ont été vendues dans le monde entier sans que des droits d'auteurs lui soient versés.
Après la guerre, il déménage en Espagne, puis dans les années 1960 à Padoue où il continue à peindre.
Ces tableaux sont à l'origine d'une légende urbaine, une légende noire qui dit qu'ils attirent les malheurs à ceux qui les possèdent. Cependant, ils ont été largement distribués et leurs reproductions ont été très demandées dans des pays comme l'Espagne et l'Angleterre.